# Рационално число
В математиката рационално число се нарича отношението между две числа a и b. Рационалните числа най-често се записват като обикновени дроби във вида a/b, където a и b са цели числа и b е различно от нула, или като десетични дроби. Числото а в обикновената дроб се нарича числител, а числото b – знаменател. Когато числителят на дробта е по-малък от знаменателя, тя се нарича правилна дроб. Когато числителят е по-голям от знаменателя, дробта е неправилна. Операциите събиране и умножение се дефинират по следния начин:
{\displaystyle {\frac {a}{b}}+{\frac {c}{d}}={\frac {ad+bc}{bd}}}
{\displaystyle {\frac {a}{b}}\times {\frac {c}{d}}={\frac {ac}{bd}}}
Две рационални числа a/b и c/d са равни точно когато ad = bc.
Множеството на рационалните числа се означава с Q или {\displaystyle \mathbb {Q} } и формално може да се дефинира като:
{\displaystyle \mathbb {Q} } = { a/b: a ∈ {\displaystyle \mathbb {Z} }, b ∈ {\displaystyle \mathbb {Z} } ∖ {0} },
т.е. като множество от еквивалентни класове a/b. Тук две дроби p/q и r/s са еквивалентни при ps = qr и всички еквивалентни помежду си дроби образуват един клас на еквивалентност. При това се предполага, че знаменателите q и s са различни от нула. Аритметичните операции събиране, изваждане и умножение се дефинират както при целите числа, а делението – като операция, обратна на умножението, т.е. за всяко рационално число α и за всяко рационално число β ≠ 0 съществува точно едно число γ = α:β, за което α = β.γ.
Множеството Q е изброимо множество - на всеки елемент на Q може да се съпостави естествено число. Равномощността на множеството на рационалните числа Q с множеството на естествените числа N е доказана от Георг Кантор (1845 – 1918) с помощта на неговия диагонален метод.
Между всеки две произволно избрани рационални числа p и q (p<q) винаги има безбройно много други рационални числа – например числата s = p + (q – p)/n, където n = 2, 3,... Ако рационалните числа се разглеждат като принадлежащи на реалната числова права, те са разположени навсякъде гъсто между реалните числа, тъй като във всяка околност на реално число има рационални числа, и то безбройно много.
Множеството на рационалните числа Q е поле, което се получава като влагане на област на цялост в поле от частни. В конкретния случай областта на цялост е пръстенът на целите числа Z, а операциите в него са събиране и умножение на дроби.